# Vectran

A Vectran® molekulastruktúrája

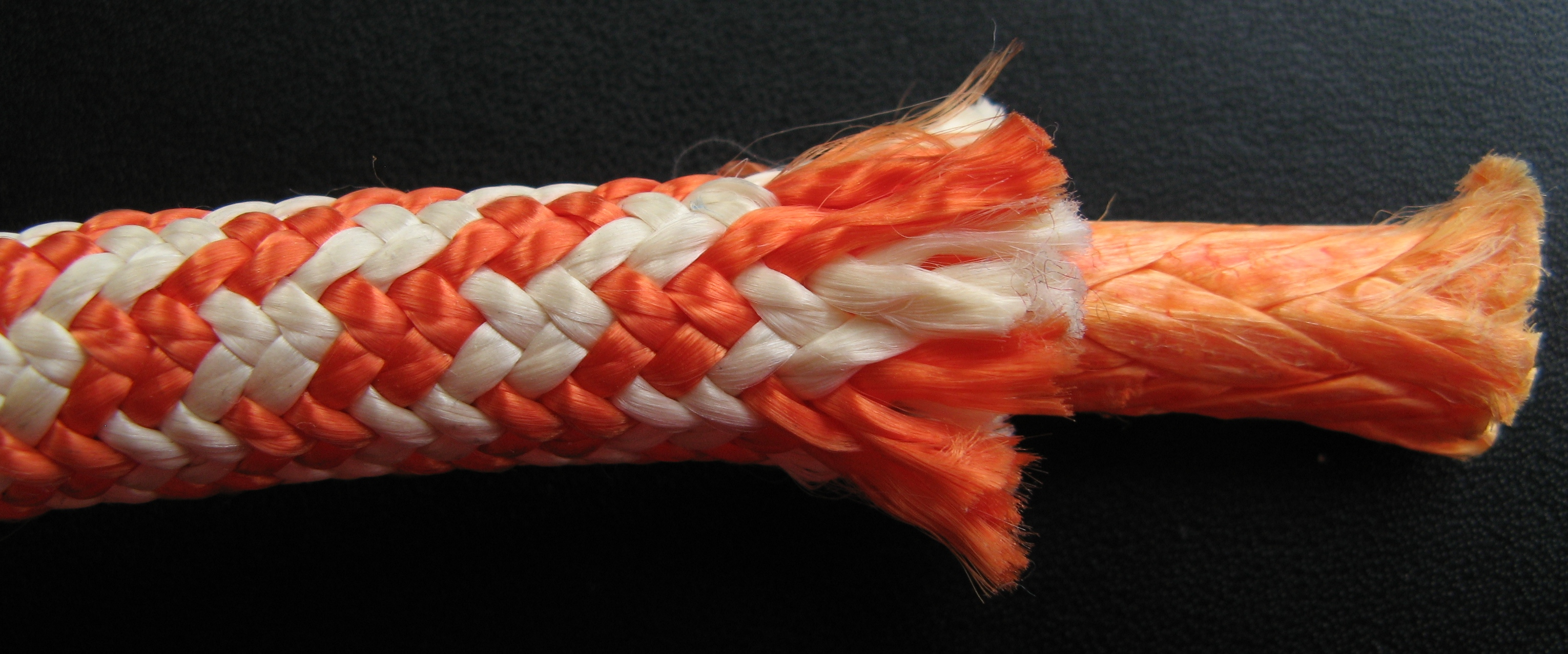
LIROS Racer XTR nagy erősségű kötél mely Vectran®-t is tartalmaz

A Vectran® egy aromás poliészter műanyag, amit a Celanese vegyipari vállalat fejlesztett ki. Folyékony kristálypolimerből (Liquid crystal polymer - LCP) készül, melyből szálat készítenek, amit vagy önmagában használnak fel (pl. a szálaiból szőtt köteleknél, kábeleknél), vagy kompozitanyagokat készítenek belőle.
Erősségét az aromás gyűrű adja (hasonlóan az aramidokhoz), szakítószilárdsága körülbelül ötszöröse az acélénak. Szélsőséges körülmények között is használható, nagyon könnyű és strapabíró anyag, olvadáspontja 330°C.